# Athletissima 2017
Athletissima 2017 – mityng lekkoatletyczny, który odbył się 6 lipca w Lozannie. Zawody były ósmą odsłoną prestiżowej Diamentowej Ligi w sezonie 2017.

## Wyniki

### Mężczyźni
| Konkurencja:               | 1. miejsce           | Rezultat          | 2. miejsce             | Rezultat    | 3. miejsce        | Rezultat    |
| Bieg na 100 m              | Justin Gatlin        | 9,96              | Ben-Youssef Meïté      | 9,98 SB     | Akani Simbine     | 9,99        |
| Bieg na 400 m              | Wayde van Niekerk    | 43,62 WL, DLR, MR | Baboloki Thebe         | 44,02 PB    | Isaac Makwala     | 44,08 SB    |
| Bieg na 1500 m             | Aman Wote            | 3:32,20           | Charles Cheboi Simotwo | 3:32,59 PB  | Silas Kiplagat    | 3:32,96     |
| Bieg na 5000 m             | Muktar Edris         | 12:55,23 WL, MR   | Selemon Barega         | 12:55,58 PB | Joshua Cheptegei  | 12:59,83 PB |
| Bieg na 400 m przez płotki | Kariem Hussein       | 48,79 SB          | Byron Robinson         | 48,88       | Rasmus Mägi       | 48,94 SB    |
| Skok o tyczce              | Sam Kendricks        | 5,93 MR           | Paweł Wojciechowski    | 5,93 =MR    | Renaud Lavillenie | 5,87 SB     |
| Trójskok                   | Pedro Pablo Pichardo | 17,60 SB          | Christian Taylor       | 17,49       | Will Claye        | 17,12       |
| Pchnięcie kulą             | Ryan Crouser         | 22,39 MR          | Tom Walsh              | 21,97 SB    | Tomáš Staněk      | 21,36       |

### Kobiety
| Konkurencja:               | 1. miejsce         | Rezultat         | 2. miejsce         | Rezultat   | 3. miejsce          | Rezultat |
| Bieg na 200 m              | Dafne Schippers    | 22,10 SB         | Marie Josée Ta Lou | 21,16 NR   | Kyra Jefferson      | 22,34    |
| Bieg na 800 m              | Francine Niyonsaba | 1:56,82 SB       | Charlene Lipsey    | 1:57,38 PB | Eunice Jepkoech Sum | 1:57,78  |
| Bieg na milę               | Genzebe Dibaba     | 4:16,05 WL, MR   | Nelly Jepkosgei    | 4:25,15 PB | Claudia Bobocea     | 4:25,89  |
| Bieg na 100 m przez płotki | Sharika Nelvis     | 12,53 SB         | Jasmin Stowers     | 12,57      | Christina Manning   | 12,58 PB |
| Bieg na 400 m przez płotki | Ashley Spencer     | 53,90            | Léa Sprunger       | 54,29 PB   | Eilidh Doyle        | 54,36 SB |
| Skok wzwyż                 | Marija Lasickienė  | 2,06 WL, DLR, MR | Kamila Lićwinko    | 1,93       | Sofie Skoog         | 1,93     |
| Skok w dal                 | Ivana Španović     | 6,79             | Sha’Keela Saunders | 6,68       | Tianna Bartoletta   | 6,65     |
| Rzut oszczepem             | Sara Kolak         | 68,43 WL, MR, NR | Barbora Špotáková  | 67,40 SB   | Kathryn Mitchell    | 66,12 PB |

## Wyniki reprezentantów Polski

### Mężczyźni
- skok o tyczce: 2. Paweł Wojciechowski – 5,93; 6. Piotr Lisek – 5,73
- pchnięcie kulą: 6. Konrad Bukowiecki – 21,03

### Kobiety
- skok wzwyż: 2. Kamila Lićwinko – 1,93

## Rekordy
Podczas mityngu ustanowiono 3 rekordy krajowe w kategorii seniorów:
| Zawodnik           | Reprezentacja            | Konkurencja        | Rezultat |
| ------------------ | ------------------------ | ------------------ | -------- |
| Marie Josée Ta Lou | Wybrzeże Kości Słoniowej | bieg na 200 metrów | 21,16    |
| Lovisa Lindh       | Szwecja                  | bieg na 800 metrów | 1:58,77  |
| Sara Kolak         | Chorwacja                | rzut oszczepem     | 68,43    |